# 东京时代
東京時代是日本歷史時代劃分的一個概念，指明治二年（1869年）天皇第二次東幸，政府移往東京之後的日本。此一用語的提倡者為日本政治人物川勝平太。